# Apu puni
Apu puni (France) ou Apu de souffle (Québec) (The Sweetest Apu) est le 19e épisode de la saison 13 de la série télévisée d'animation Les Simpson.

## Synopsis
Manjula découvre qu'Apu l'a trompée avec une vendeuse de squishee. Elle le met donc à la porte et c'est aux Simpson de tout faire pour les remettre ensemble.
Manjula décide de faire une liste qu'elle donnera à Apu et qu'il devra accomplir s'il veut retrouver l'amour de sa femme.